# フル・サークル (ドアーズのアルバム)
フル・サークル(Full Circle)は、1972年にリリースされたドアーズのアルバム。ジム・モリソン死後に発表された二作目、および彼らのラスト・アルバム。シングル「蚊」がヒットしたが、アルバム自体は同年発表されたモリソン在籍時のベスト盤よりも売れ行きが悪かった。ドアーズの正式なアルバムでありながら、長らくCD化されず入手困難であった。

## 曲目
1. Get Up and Dance (Krieger, Manzarek) - 2:25
2. 4 Billion Souls (Krieger) - 3:18
3. Verdilac (Krieger, Manzarek) - 5:40
4. Hardwood Floor (Krieger) - 3:38
5. Good Rockin (Brown) - 4:22
6. The Mosquito (Densmore, Krieger, Manzarek) - 5:16
7. The Piano Bird (Conrad, Densmore) - 5:50
8. It Slipped My Mind (Krieger) - 3:11
9. The Peking King and the New York Queen (Manzarek) - 6:25